# Le Temps considéré comme une hélice de pierres semi-précieuses
Le Temps considéré comme une hélice de pierres semi-précieuses (Time Considered as a Helix of Semi-Precious Stones) est une nouvelle de science-fiction de l'écrivain afro-américain Samuel R. Delany. La nouvelle est publiée dans le numéro de décembre 1968 du magazine de science-fiction britannique New Worlds. Elle remporte le prix Hugo de la meilleure nouvelle en 1970 et le prix Nebula de la meilleure nouvelle courte en 1969 et prix Hugo de la meilleure nouvelle courte en 1970. Elle est également publiée en 1971 dans le recueil Driftglass.

## Résumé
Durant la nouvelle, les relations entre les protagonistes changent et s'inversent à mesure qu'un voleur et un imitateur, dont les pseudonymes portent tous les initiales « HCE », gravit les échelons jusqu'à devenir un chef du crime organisé semi-légitime. L'histoire est racontée à la première personne.
HCE est un criminel professionnel qui cherche à gravir les échelons. Il est orphelin, et affublé du nom d'Harold Clancy Everet. Dans sa jeunesse, il est envoyé travailler dans une ferme laitière hautement automatisée dans l'État du Vermont (même si les « vaches » étaient essentiellement des masses de tissus inertes empilées dans une étable et reliées à des tubes). Peu emballé par son job, Il vole l'hélicoptère du fermier, se saoule et finit par atterrir sur le toit de l'ancien bâtiment de la Pan Am. Envoyé en prison, il s'est consacré à éviter de telles erreurs à l'avenir et ne s'est plus jamais fait appeler Harold Clancy Everet.
Il devient un caméléon du déguisement, adoptant pseudonyme après pseudonyme et changeant sans cesse d'identité. Au début de l'histoire, il arrive à New York sur un vol spatial, transportant un lot d'objets petits mais extrêmement précieux, qu'il espère revendre. Il s’agit d’objets volés, même si la nature exacte de ces objets n’est pas révélée. Il entre dans un bar pour contacter celui qui achètera ses marchandises, et est abordé par une femme qui attire son attention par la pierre qu'elle arbore dans un bracelet. La pierre est du jaspe. Le Jaspe se trouve également être le « Mot actuel », une sorte de mot de passe global du monde souterrain. Utilisé correctement, deux criminels qui ne se sont peut-être jamais rencontrés peuvent l'utiliser pour communiquer de nombreuses nuances de sens, d'une salutation à un avertissement. Le Mot change tous les trente jours et est toujours le nom d'une pierre semi-précieuse. HCE feint d'ignorer l'importance de la pierre.
La femme se présente comme étant l'agente Maud Hinkle des services spéciaux du bureau de police qui traque les criminels dont le statut social évolue rapidement et montent dans la hiérarchie. Ce sont eux qui causent le plus de problèmes à la société, affirme-t-elle. Elle prétend également utiliser un « stockage d'informations holographiques » qui, ensemble, relie et coordonne le flux d'informations sur un criminel donné, ce qui lui a permis de prédire avec exactitude quand HCE entrerait dans ce bar pour pouvoir l'intercepter. Maud Hinkle disparaît ensuite dans la foule et HCE la poursuit. Une grande bagarre éclate et il manque de peu être blessé. L'homme à qui il espérait vendre les biens volés est retrouvé mort dans la rue. HCE reste perplexe face à la prédiction de Maud selon laquelle il y aura « des hélicoptères et des faucons » dans son avenir. Elle a également évoqué qu'il y avait eu « des hélicoptères et des vaches » dans son passé, ce qui effraie le HCE car il ne croit pas à l'existence de preuves le reliant à la ferme laitière, l'hélicoptère qu'il a volé dans le passé n'avait pas été immatriculé.
Il rencontre Hawk, un jeune poète vivant en marge de la société. Hawk est également chanteur, une sorte de poète public capable d'improviser une chanson pour célébrer ou commémorer un évènement majeur. Les chanteurs sont très appréciés dans la société locale, et sont très recherchés comme invités lors des soirées à la mode. Hawk propose d'inclure HCE dans l'une de ces soirées après avoir vu les objets qu'il veut vendre, en lui indiquant que certains personnages de la pègre seront forcément là.
En arrivant à la fête qui se tient dans un penthouse chic, HCE rencontre Arty the Hawk, un chef du crime établi et stable, qui ne suscite donc aucun intérêt des services spéciaux de la police. HCE lui raconte sa rencontre avec Maud, et Arty la reconnaît mais refuse de l'aider. Il indique à HCE qu'elle peut lui faire du mal, mais qu'il lui est également possible d'apprendre à penser comme elle et éventuellement faire progresser sa propre carrière. Puis Arty lui achète les objets précieux volés, et une agitation s'élève alors. La police est en train de faire une descente dans le penthouse à l'aide d'hélicoptères. HCE organise une diversion élaborée impliquant deux de ses déguisements (Henrietta, comtesse d'Effingham et l'honorable Clement Effingham) pour couvrir la fuite d'Arty, puis s'enfuit avec lui et Hawk le chanteur dans l'ascenseur. Ils arrivent au rez-de-chaussée où la police fait fermer les sorties. HCE persuade Hawk de chanter pour le public afin de créer une diversion. Hawk jette une grande lampe à huile dans un grand bassin ornemental, l'enflamme, puis improvise un récit chanté des évènements de la nuit. Sa prestation attire la foule ce qui permet aux deux autres de quitter le bâtiment en toute sécurité.
Grâce à ses nouveaux moyens financiers, HCE poursuit le développement de sa carrière. Le Mot change de mois en mois, et il l'utilise occasionnellement, comme la fois où il organise un meurtre. Il ouvre finalement le tout premier bar glacier sur une lune de Neptune, en guise d'investissement et de couverture de ses activités. Alors qu'il croise Maud Hinkler lors d'un voyage touristique, il est perturbé, mais elle lui dit qu'elle n'est pas là pour l'arrêter, et que de toute façon elle est en dehors de sa juridiction. Grâce à l'ascension sociale de HCE, tous deux évoluent dans des cercles sociaux de plus en plus restreints. Elle explique qu'elle se mêle à la fraternité criminelle pour faire son travail, tout comme un flic des stupéfiants se mêle aux toxicomanes. Il est inévitable qu'elle et HCE se rencontrent de temps en temps. Une fois qu’il cessera de s’élever et se stabilisera, elle n’aura plus aucun intérêt professionnel pour lui. Ils pourraient même, dit-elle devenir amis dans le futur.
Au cours de leur conversation, elle lui raconte comment Hawk le Chanteur a plongé dans la piscine flamboyante une fois sa prestation terminée, et qu'il se trouvait proche de la mort lorsqu'il a été repêché. Hawk est gravement perturbé émotionnellement, enclin à l'automutilation et n'hésite pas à demander aux autres de lui infliger des blessures pour satisfaire ses besoins. HCE faisait partie des personnes qu'il sollicitait, ce qui lui fait éprouver un sentiment de culpabilité envers Hawk.
Plus tard, alors qu'il se trouve chez lui, HCE ouvre sa porte pour trouver Arty le Faucon derrière. Arty explique qu'il l'a recherché parce que leur relation était sur le point de changer à nouveau. HCE est perplexe, mais se rend finalement compte qu'Arty et lui sont sur le point de devenir rivaux dans le milieu du crime. Arty va essayer de le racheter, puis de le tuer, car c'est ainsi que le monde fonctionne. S'il survit et prospère, Arty et lui deviendront éventuellement amis car il y aura plus de profit alors à coopérer qu'à rivaliser. Il exprime cela à Arty, et Arty est entièrement d'accord avec lui. Il répond alors que HCE commence à penser de manière holographique, tout comme Maud du Special Services. Il s'en va alors, laissant HCE contempler seul leur avenir.

## Liste des pseudonymes
Tous les pseudonymes utilisés par le narrateur portent les initiales HCE, ce qui est une référence à Finnegans Wake de James Joyce.
- Harold Clancy Everet (nom donné par l'orphelinat)
- Hank Culafroy Eckles (sur le vol vers la Terre)
- Harmony C. Eventide (à New York)
- Harry Calamine Eldritch (un ancien pseudonyme que Maud utilise pour s'adresser à lui)
- Harvey Cadwaliter-Erickson (inventé par Hawk le chanteur pour la fête, suggérant un lien avec une riche famille de magnats du tungstène)
- Henrietta, comtesse d'Effingham (utilisée dans la diversion lors de la fête)
- L'Honorable Clement Effingham (utilisé dans la diversion lors de la fête)
- Hector Calhoun Eisenhower (alors qu'il monte dans le monde souterrain sur Triton, achetant le bar à glaces)
- Hamlet Caliban Enobarbus (inventé par Maud lors de leur deuxième rencontre, lorsqu'elle le reconnaît malgré un déguisement élaboré)
- Ho Chi Eng (son futur pseudonyme à la fin de l'histoire, alors qu'il s'apprête à entreprendre une autre entreprise)

## Pierres semi-précieuses
L'histoire semble se dérouler sur un peu plus d'un an, comme le montre la liste des pierres qui composent le Mot : opale, jaspe, agate, malachite, tourmaline, béryl, porphyre, saphir, cinabre, turquoise, œil de tigre, grenat, topaze, taafite et pyrite. Le narrateur fête son vingt-sixième anniversaire pendant « béryl », et achète le bar à glaces pendant « saphir ». Il provoque un meurtre en utilisant de la topaze. Les évènements finaux ont lieu au moment même où la pyrite remplace la taafite. Bien que la taafite soit techniquement une pierre semi-précieuse, elle est en réalité si rare qu’elle a plus de valeur que les diamants. Le nom commun de la pyrite (ou pyrite de fer) est Fools Gold.